# حاجز (علم أحياء)
الحاجز (بالإنجليزية: Septum) (من اللاتينية ويعني شيئًا يُحيط؛ الجمع: حواجز) في علم الأحياء، هو جدار يقسم تجويفًا أو تركيبًا إلى تجاويف أو تراكيب أصغر.  يمكن الإشارة إلى التجويف أو التركيب المقسم بهذه الطريقة على أنه مُحَجَّز.

## الأمثلة
الحاجز هو مصطلح وصفي محدد في علم الأحياء وله مفاهيم مختلفة:
1) في علم الاحياء البشري، يستخدم في وصف قسمة عضو معين إلى نصفين. مثال على ذلك الرحم المحتجز أي أن تجويف الرحم مقسم إلى نصفين خلال حاجز.
2) في علم الفطريات، يُستخدم لوصف حالة الجراثيم أو الخيوط التي تمتلك أو تفتقر حاجز عند تكاثر الخلايا وانقسامها.